# Rascló de Mèxic
El rascló de Mèxic (Rallus tenuirostris) és una espècie d'ocell de la família dels ràl·lids (Rallidae) que habita els aiguamolls de Mèxic central. 
Considerat coespecífic del rascló elegant (Rallus elegans) fins estudis recents.